# 河原站
河原站（日语：／ Kawahara eki */?）是位於鳥取縣八頭郡八頭町國中字萩原589號，屬於西日本旅客鐵道（JR西日本）的因美線車站。此站位於前河原町（現時：鳥取市）的邊界附近。

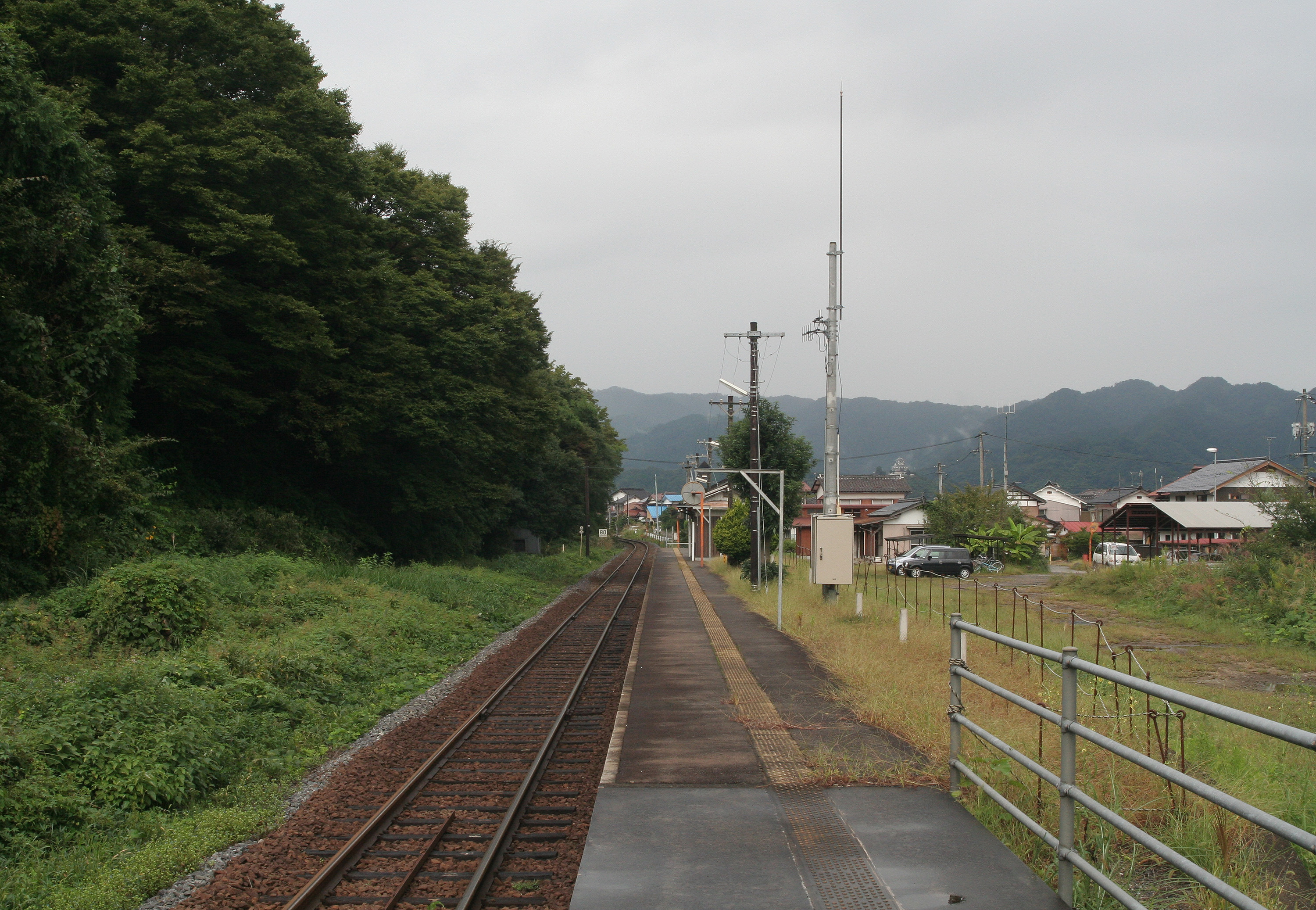
月台（2007年10月）

## 歷史
- 1919年（大正8年）12月20日 - 因美輕便線鳥取站至用瀨站之間開通，此站啟用。
- 1922年（大正11年）9月2日 - 因應取消輕便線制度，因美輕便線改名為因美線，成為因美線車站。
- 1928年（昭和3年）3月15日 - 隨著因美南線開通，因美線改名為因美北線，此站成為因美北線車站。
- 1932年（昭和7年）7月1日 - 隨著鳥取至津山之間全線開通，因美北線編入至因美線的一部分，此站成為因美線車站。
- 1987年（昭和62年）4月1日 - 伴隨國鐵分割民營化，車站由西日本旅客鐵道（JR西日本）營運。

## 車站構造
本站是地面車站，設有1面1線單式月台，智頭方向的列車會開啟右邊車門。前往鳥取方向和智頭方向的列車使用同一月台。此站曾設有1面2線的島式月台，現時一邊的路軌已經撤走。
此站是由鳥取鐵道部管理的簡易委託車站。站內只有少量常備票出售，大部分時間沒有人售票。此站的站房為木造站房，月台上設有乘車站證明票發行機，閘口外則設有無障礙設施。站内設有男女分開的濕廁。

## 使用狀況
以下為近年1日平均上下車人次列表
| 使用人次變化 | 使用人次變化      |
| 年度         | 1日平均上下車人次 |
| ------------ | ----------------- |
| 2011年       | 205               |
| 2012年       | 192               |
| 2013年       | 207               |
| 2014年       | 174               |
| 2015年       | 172               |

## 車站周邊
- 國中簡易郵局
- 鳥取縣道32號郡家鹿野氣高線（日语：鳥取県道32号郡家鹿野気高線）
- 鳥取縣道229號米岡河原停車場線（日语：鳥取県道229号米岡河原停車場線）

## 相鄰車站
西日本旅客鐵道（JR西日本）
 因美線
郡家－河原－國英

## 注腳
1. ↑  國土數値情報 不同站的上下車人次數據 （页面存档备份，存于）（日語） - 國土交通省，2019年7月4日參閲

## 外部連結
- 河原｜車站資訊：JR出門網 - 西日本旅客鐵道（日語）